# Susono
Susono (裾野市?) è una città giapponese della prefettura di Shizuoka.